# عدمية تاريخية
العدمية التاريخية (بالصينية: 历史虚无主义) هو مصطلح يستخدمه الحزب الشيوعي الصيني (CCP) وبعض العلماء في الصين لوصف الأبحاث أو المناقشات أو وجهات النظر التي تعتبر متعارضة مع النسخة الرسمية للدولة من التاريخ في الصين. بطريقة يُنظر إليها على أنها تشكك في شرعية الحزب الشيوعي الصيني أو تتحداها. يعارض الحزب الشيوعي الصيني التفسيرات التاريخية التي تنتقده، والتي تنتقد جيش التحرير الشعبي، والاشتراكية، والموضوعات ذات الصلة. وجهات النظر التي تعتبرها الدولة عدمية تاريخية تخضع للرقابة والملاحقة القانونية.
وفي خطاب ألقاه في يناير 2013، اتهم الأمين العام للحزب الشيوعي الصيني شي جين بينغ "القوى المعادية" باستخدام العدمية التاريخية لإضعاف حكم الحزب من خلال تشويه تاريخه. في أوائل عام 2021، كثف بينغ جهوده لتعزيز "النظرة الصحيحة للتاريخ" قبل الذكرى المئوية لتأسيس الحزب الشيوعي الصيني، بما في ذلك فتح خط هاتفي ساخن وموقع إلكتروني للمواطنين للإبلاغ عن الأشخاص الذين يشاركون في أعمال العدمية التاريخية.